# Ігенчеляр (Гафурійський район)
Ігенчеля́р (рос. Игенчеляр, башк. Игенселәр) — присілок у складі Гафурійського району Башкортостану, Росія. Входить до складу Утяковської сільської ради.
Населення — 107 осіб (2010; 104 в 2002).
Національний склад:
- башкири — 62%